# روسلان أخفليدياني
روسلان روسلانوفيتش أخفليدياني (بالروسية: Руслан Русланович Ахвледиани؛ ولد في 8 ديسمبر 1987) هو لاعب كرة قدم روسي ذو أصول أبخازية. يلعب حاليا لنادي ميتالورغ ليبيتسك.